# Венедикт Сютик
Венедикт Сютик (хресне ім'я Володимир; 14 березня 1919, Боляновичі — 8 квітня 1980, Амстердам) — український церковний діяч, священник УГКЦ в Канаді, Австрії та США, василіянин, доктор філософії, педагог.

## Життєпис
Володимир Сютик народився 14 березня 1919 року в селі Боляновичі на Мостищині в сім'ї Дмитра Сютика та його дружини Агафії (Агати) з дому Ференчак. У сім'ї було дев'ятеро дітей: сім дівчат і двоє хлопців. Після народної школи в Боляновичах (1925—1929) Володимир навчався в Місійному інституті ім. святого Йосафата при монастирі отців василіян в Бучачі (1929—1933). 31 серпня 1933 року вступив до Василіянського Чину на новіціят у Крехівський монастир. На облечинах у чернечу рясу 1 березня 1934 року отримав чернече ім'я Венедикт. 14 квітня 1935 року склав перші обіти і був призначений на подальші студії гуманістики до Лаврова (1935—1936), а потім до Добромиля (1936—1938). Філософію розпочав у Кристинополі в 1938 році, але восени 1940 року переїхав із кількома василіянськими студентами до міста Оломоуць у Моравії, де вже перебувало понад 20 богословів і професорів, котрі у вересні 1939 року прибули туди з Лаврівського монастиря.
З січня 1941 року перебував у Празі й навчався на богословському факультеті Карлового університету і паралельно в Українському Вільному Університеті, де в 1943 році захистив докторську дисертацію з філософії на тему «„Небо новоє“ Йоаникія Ґалятовського» (нострифікував у Віденському університеті в 1970 році). Вічні обіти склав у Празі 27 квітня 1941 року, а священничі свячення уділив йому 2 травня 1943 року в Оломоуці римо-католицький єпископ-помічник оломоуцький Станіслав Зеля. У лютому-травні 1943 року перебував на примусовій праці у вугільних копальнях у Моравській Остраві, куди був висланий з іншими василіянами німецьким гестапо. Наприкінці грудня 1943 року під тиском німецької влади змушений був покинути студії і виїхав до Галичини, звідки за короткий час переїхав до Німеччини, а в 1946 році до Риму і потім до Канади.
Душпастирську працю о. Венедикт Сютик розпочав у Канаді в 1947—1949 роках у монастирі в Грімсбі, тоді теж був професором для василіянських студентів. У 1949—1951 роках — душпастир в Оттаві та Бінгемтоні (Нью-Йорк), 1951—1955 — викладач та душпастир при церкві святого Миколая в Чикаго, 1955—1964 — парох церкви Покрови Божої Матері в Бронксі (Нью-Йорк). У 1964—1971 роках був парохом церкви святої великомучениці Варвари у Відні і професором Віденського університету. 1971—1975 роки — душпастир при церкві святого Юра в Нью-Йорку і врешті в 1975—1980 роках — парох церкви святого Миколая в Амстердамі (Нью-Йорк), звідки також надавав душпастирську обслугу в Бродалбін, Литтл-Фаллс та околицях.
Помер 8 квітня 1980 року в м. Амстердам. Похований на українському католицькому цвинтарі Святого Духа у Кампбелл-Голл (Гемптонбурґ, округ Оранж, штат Нью-Йорк).